# Проворнов, Василий Севастьянович
Васи́лий Севастья́нович Прово́рнов (15 июля (28 июля) 1915, Реутово — 10 марта 1983, Москва) — советский футболист, нападающий. Играл на позициях правого полусреднего и центрфорварда. Известен по выступлениям за «Трактор» (Сталинград), был одним из его лидеров в годы перед Второй мировой войной и лучшим бомбардиром в наиболее успешном для клуба чемпионате СССР 1939. В том же году стал фигурантом «Дела Пономарёва и Проворнова» — насильственной попытки перевода в команду ЦДКА. Вопрос о его возвращении в Сталинград решался на заседании Политбюро под личным руководством Иосифа Сталина.
В 1940-е годы сменил несколько клубов высшего дивизиона, включая московские «Торпедо» и «Спартак». Завершив карьеру игрока, тренировал клубы уровня третьего дивизиона и ниже.
Как игрок обладал высокой техникой, скоростью и подвижностью, готовностью мощно пробить, особенно с правой ноги, из любого положения.

## Ранние годы
В 16 лет Проворнов начал выступать в региональных соревнованиях за клуб «Красное Знамя» из родного подмосковного Реутова. В 19 лет принял приглашение команды «Сталинец» (Москва).

## «Трактор» (Сталинград)

ФК «Трактор» Сталинград. 1938 год. Василий Проворнов крайний справа

Весной 1936 года Василий Проворнов стал одним из приобретений клуба «Трактор» (Сталинград), собиравшего состав для дебюта в осеннем чемпионате группы «Г». Проворнов сразу же закрепился в стартовом составе на позиции центрфорварда.
Первым титулом футболиста и его команды стал выигрыш турнира группы «Г» 1937 года. В 11 матчах Проворнов забил 9 мячей.
В 1938 году «Трактор» вошёл в число участников группы «А» — главного дивизиона чемпионата СССР. Свой первый гол на этом уровне Проворнов забил 2 июня в матче пятого тура в ворота «Зенита», с лёта добив мяч, отскочивший от соперника после розыгрыша штрафного. По ходу сезона Василий огорчал также вратарей ленинградского «Сталинца», московского «Буревестника» и «Спартака», но в целом оставался в тени партнёров по нападению, среди которых выделялся Александр Пономарёв. На финише чемпионата тренер Юрий Ходотов перевёл Проворнова на позицию правого полусреднего, где он продолжал играть и в 1939 году.
Сезон 1939 года Проворнов начинал скорее как игрок, выходящий на подмену, хоть и сравнял счёт во втором туре в матче с московским «Динамо». Но в восьмом туре Ходотов сконструировал в центре нападения ударную тройку «Проворнов — Пономарёв — Проценко», с которой «Трактор» выиграл три матча подряд. Проворнов в этих играх забил дважды киевскому «Динамо», а затем решающий гол действующему чемпиону «Спартаку» — победа над ним впервые вывела «Трактор» в лидеры высшего дивизиона.
Уже на следующий день после выигрыша у «Спартака» Пономарёв и Проворнов вынуждены были покинуть Сталинград: под угрозой призыва в армию первого «убедили» помимо желания перейти в ЦДКА, второго — в московское «Динамо». Руководители города в ответ организовали серию обращений местных общественных организаций в правительство СССР, которое в конце концов приняло сторону «Трактора». Не прошло и месяца, как футболисты снова играли за волжскую команду, а Политбюро в документе за подписью Сталина осудило «переманивание неблаговидными методами». Возможно, это был единственный в СССР случай, когда футбольные трансферные вопросы официально решались на заседании высшего органа власти.
За три дня до заседания Проворнов открыл счёт в матче против «своего» московского «Динамо», который завершился победой «Трактора» и овацией, устроенной сталинградским футболистам 55-тысячной столичной аудиторией.
До конца сезона 1939 Проворнов забил ещё семь раз, с 12 голами став лучшим бомбардиром «Трактора». Гулбат Торадзе в книге «Футбол на всю жизнь» вспоминал впечатления грузинских болельщиков от игры Проворнова в матче с тбилисским «Динамо»: «Публике понравились реактивный левый крайний Проценко и особенно — необычайно подвижный и напористый инсайд Проворнов, который, словно оправдывая свою фамилию, был вездесущим и к тому же мощным ударом забил».
После самого яркого сезона в своей биографии и в истории «Трактора» (4-е итоговое место в чемпионате) Проворнов был менее заметен в 1940 году. Тренеры перевели его на позицию левого полукрайнего, и за весь сезон Василий забил один гол в лёгком для «Трактора» матче, завершившемся разгромом московского «Металлурга».
По окончании сезона Проворнов вместе с товарищами по команде Пономарёвым, Проценко и Ивановым перешёл во вновь сформированную в Москве команду высшего дивизиона «Профсоюзы-I».